# Hedwig Jungblut-Bergenthal

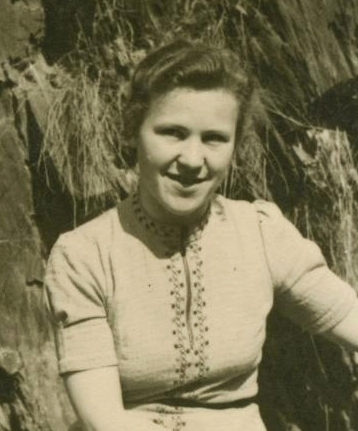
Hedwig Jungblut-Bergenthal

Hedwig Jungblut-Bergenthal (* 12. Dezember 1914 in Schmallenberg; † 12. April 1987, ebenda) war eine deutsche Mundartautorin und Dichterin.

## Leben
Hedwig Bergenthal hatte zwei Schwestern und drei Brüder. Die Tochter von Heinrich und Theresia Bergenthal, geborene Hennemann, wurde in Schmallenberg geboren. Nach dem Besuch der kostenpflichtigen Aufbauschule, den sie aufgrund der Arbeitslosigkeit des Vaters vorzeitig beenden musste, folgte eine Lehre bei der jüdischen Familie Funke, die später vor den Nationalsozialisten nach Amerika fliehen musste. Danach arbeitete sie in Schmallenberg mehrere Jahre als Zahnarzttechnikerin. Sie veröffentlichte ab 1948 ihre Arbeiten. Sie prägte später Heimatblätter mit redaktionellen Beiträgen und Gedichten. Nach der Eheschließung mit Paul Jungblut im Jahr 1958 zog sie nach Frankfurt und später nach Hameln. 1964 kehrten beide nach Schmallenberg zurück. Hedwig Jungblut-Bergenthal verstarb im Alter von 72 Jahren in Schmallenberg.
Die Mundartautorin war in vielen Projekten und Arbeitskreisen zur Mundartpflege tätig, unter anderem im Sauerländer Heimatbund, im Landschaftsverband Westfalen-Lippe und im Westfälischen Heimatbund. Ihre Texte in Sauerländer Platt sind zu Beginn dem heiteren Genre zuzurechnen. Später beschäftigte sich die Autorin mit der NS-Vergangenheit sowie sozialen Themen.

## Werke (Auswahl)
- Wilm setzt sich durch, Schwank in zwei Bildern. Arding, Paderborn 1953.
- De Roise in de Staadt, Ein ernstes Spiel in vier Bildern. Westfälischer Heimatbund, Theaterverlag Mahnke, Verden 1964.
- Van Pastauers, Lehrs un anneren Luien … plattduitske Reyme un Vertellekes  met Teiknungen van Joachim Moll. Grobbel, Fredeburg 1977.
  - Van Pastauers, Lehrs un anneren Luien (spätere Auflage). Grobbel, Fredeburg 1985, ISBN 3-922659-42-X.
- Reype Ähren. Grobbel, Fredeburg 1983, ISBN 3-922659-96-9.

## Auszeichnungen
- Ehrenring der Stadt Schmallenberg, 1983